# 藤田光里
藤田 光里（ふじた ひかり、1994年9月26日 - ）は、北海道札幌市出身の女子プロゴルファー。飛鳥未来高等学校卒業。血液型はO型。趣味は音楽鑑賞とショッピング。

## 人物
3歳から父の教授を受けてゴルフを始め、中学校2年次の2009年から2013年まで北海道女子アマチュアゴルフ選手権5連覇を達成。2013年8月にプロテストに挑戦して合格。同年12月、国内女子ツアーの来季出場権をかけたファイナルクオリファイングトーナメント（QT）にて、ルーキーながら6打差をつけトップ通過。
その後、LPGA新人戦 加賀電子カップでプロ初優勝を果たし、QTトップ通過と合わせて初めてのダブルタイトル獲得。2014年1月、レオパレス21所属として活動を始める。
グアム島にあるレオパレス21所有の施設 レオパレスリゾート グアムを練習の場としている。2015年1月からはレオパレスリゾート グアムに所属先を変更したが、レオパレス21が所有する、ゴルフ場、ホテル、コンドミニアム、スポーツ施設を持つ、総合リゾート施設であり、練習の場としても最高の環境である。実妹（藤田美里）もゴルフ経験があり、ファッションモデルとして活動していて姉の試合にはキャディーを務める時もある。
2015年4月のフジサンケイレディスクラシックでは最終日最終組で回り、6人が通算6アンダーで並ぶという混戦の中、最終18番ホールでのグリーンエッジからの第3打をパターで打ち、バーディーを獲って通算7アンダーとしてツアー初優勝を果たした。
2016年、4回のトップ10入りでシード権を獲得した。
2017年は、左手の痛みが強く、良い成績が残せずシードを逃した。
2018年1月に左ひじを手術したが思うような回復には至らなかったようで苦しい戦いが続いた。
2019年は、レギュラーツアーに推薦で出場しながら、ステップ・アップ・ツアーにも参戦している。4月のフジサンケイレディスクラシックでは5位タイの成績を残し、復活の兆しを見せ、6月のステップ・アップ・ツアーのユピテル・静岡新聞SBSレディースで優勝を果たした。

## 経歴
- 1994年 - 北海道札幌市にて出生。
- 1997年頃 - 父からゴルフの手ほどきを受ける。
- 2013年 - 飛鳥未来高等学校卒業
- 2013年8月 - 日本女子プロゴルフ協会入会
- 2014年1月 - レオパレス21所属となる
- 2015年1月 - レオパレス21とスポンサー契約、レオパレスリゾート グアム所属となる
- 2020年1月 - レオパレスリゾート グアムとの所属契約期間満了となる
- 2020年2月 - ゼビオホールディングスと所属契約

## 戦歴
- 2013年 LPGA新人戦 加賀電子カップ優勝
- 2014年 スタジオアリス女子オープン 5位タイ
- 2014年 ニチレイレディス	2位タイ
- 2014年 日医工女子オープンゴルフトーナメント 3位
- 2014年 センチュリー21レディスゴルフトーナメント 9位タイ
- 2015年 スタジオアリス女子オープン 2位
- 2015年 フジサンケイレディスクラシック 優勝
- 2015年 ゴルフ5レディスプロゴルフトーナメント 5位タイ
- 2015年 樋口久子 Pontaレディス 9位タイ
- 2016年 ヨネックスレディスゴルフトーナメント 3位
- 2016年 サントリーレディスオープンゴルフトーナメント 10位タイ
- 2016年 NEC軽井沢72ゴルフトーナメント 10位タイ
- 2016年 マンシングウェアレディース東海クラシック 10位タイ
- 2019年 Hanasaka Ladies Yanmar Golf Tournament 4位タイ ※ステップアップツアー
- 2019年 フジサンケイレディスクラシック 5位タイ
- 2019年 日医工女子オープン 9位タイ ※ステップアップツアー
- 2019年 ユピテル・静岡新聞SBSレディース 優勝 ※ステップアップツアー
- 2019年 資生堂 アネッサ レディスオープン 9位タイ

## 契約先
- 所属 - ゼビオホールディングス
- クラブ、ボール、ウェア、シューズ - キャロウェイ
- スポンサー - Callaway/CallawayApparel/CTC/ロイヤリティマーケティング/富士薬品/三菱倉庫/Cadillac/光岡自動車/phiten/シーレックス株式会社

## 出演番組
- 藤田光里のゴルフ偏差値 向上委員会（テレビ埼玉、2020年10月4日 - ）